# Bernhard Meyer (Schriftsteller)
Bernhard Meyer (* 20. August 1812 in Bad Meinberg; † 26. Oktober 1886 in Detmold) war ein deutscher Jurist, Beamter, Politiker und Schriftsteller.

## Leben
Meyer war der Sohn eines Pächters. Er besuchte die Rektoratsschule in Horn und danach die Gymnasien in Bückeburg, Lemgo und ab 1830 in Detmold, wo er 1831 das Abitur ablegte. Er studierte danach Rechtswissenschaften in Heidelberg, Jena und Berlin, unterbrochen durch Bildungsreisen nach Italien und Böhmen. 1834 legte er das juristische Examen in Berlin ab. Nach dem Studium wurde er Amtsauditor (Referendar) beim Amt Detmold (die Ämter in Lippe waren gleichzeitig die erstinstanzlichen Gerichte (siehe Liste der Gerichte im Fürstentum Lippe)). Danach wechselte er in das Amt Horn, wo er auch als Anwalt wirkte.
1835 wurde er Syndikus der Stadt Horn. Er vertrat die Stadt Horn beim Lippischen Landtag von 1836. Auch bei der Landtagswahl in Lippe 1838 und 1844 wurde er zum Vertreter der Stadt Horn im Landtag gewählt.
1846 wurde er zum Regierungsfiskal und Kammeranwalt in Detmold ernannt und 1849 zum Regierungsrat befördert. Ab 1868 war er als Konsistorialpräsident für die kirchlichen und Schulangelegenheiten des Ministeriums zuständig. Nachdem die Landeskirche 1877 eine Synodalverfassung erhalten hatte wr er in der ersten Landessynode 1878 landesherrlicher Kommissar. 1879 wurde er anlässlich seines 50-jährigen Dienstjubiläums zum Geheimen Regierungsrat ernannt.
1865 bis 1886 war er Administrator und Kurator der Clostermeier-Stiftung.

## Schriftsteller
Daneben war er als Schriftsteller tätig. Werke waren unter anderem:
- Reiseskizzen von Offenbach nach Frankfurt. Frankfurt/M.: Sauerländer 1831. 6 Bögen
- Ueber die Ausschließung der Advocaten von den Verhandlungen vor den Aemtern und über das untergerichtliche Verfahren im Fürstenthum Lippe überhaupt. Detmold: Meyer 1844. 36S.
- Reise nach Worms zur Feier der Enthüllung des Lutherdenkmals am 24.–26. Juni 1868. Detmold: Meyer 1868. 14S.
- Friedensklänge vom Theutoburger Wald. Ein Wort zur Versöhnung von Religion und Wissenschaft und ein Werk zur Herbeiführung religiöser Eintracht des deutschen Volkes. Detmold: Meyer [1884]. 253S.
- Gedichte. Berlin, Leipzig: Wigand 1907. 22S.

Er arbeitete in der Redaktion der Vaterländische Blätter (Detmold: Meyer 1848) und veröffentlichte in: Die Ameise (zwischen 1833 und 1848), Erholungsstunden (1829–1834) und verschiedenen juristischen Fachzeitschriften.